# ポールアレンハナアブ
ポールアレンハナアブ（Eristalis alleni）は、コスタリカの高山の雲霧林だけから記録されているハナアブの一種である。
学名は双翅目学に対するポール・アレンの貢献から、彼に献名され、和名もこの学名に由来するものである。さらにもう一種、ビル・ゲイツに献名されたビルゲイツハナアブ（Eristalis gatei）もある。
Eristalis circeやEristalis persaと良く似ているが、脚の色が異なる。
生態については良く分かっていないが、成虫はセネシオ属の花の周りで多く見られる。